# Bob Hoskins
Robert William "Bob" Hoskins, Jr. (Bury St Edmunds, 26 de outubro de 1942 — Londres, 29 de abril de 2014) foi um ator, dublador e cineasta britânico. Ao longo de sua carreira interpretou diversos personagens históricos, tanto reais: Benito Mussolini, Winston Churchill, J. Edgar Hoover, Nikita Khrushchev e Lavrenti Beria, como fictícios: Sancho Pança, Mario, Mr. Smee e Odin.
Sua carreira incluiu papéis principais em Pennies from Heaven (1978), The Long Good Friday (1980), Mina Lisa (1986), Who Framed Roger Rabbit (1988), Mermaids (1990) e Super Mario Bros. (1993), e papéis coadjuvantes em Brazil (1985), Hook (1991), Nixon (1995), Enemy at the Gates (2001), Mrs. Henderson Presents (2005), A Christmas Carol (2009), Made in Dagenham (2010) e Branca de Neve e o Caçador (2012).
Hoskins recebeu o Prêmio de Melhor Ator no Festival de Cinema de Cannes, o Prêmio BAFTA de melhor ator e o Globo de Ouro de melhor ator em filme dramático por seu papel em Mona Lisa. Ele também foi indicado ao Oscar de Melhor Ator pelo mesmo papel. Em 2009, ele ganhou um Prêmio Emmy Internacional de Melhor Ator por sua participação na série The Street. Ele se aposentou da atuação em 2012 devido à doença de Parkinson, com a qual havia sido diagnosticado no ano anterior, e faleceu vítima de pneumonia em 2014.

## Carreira

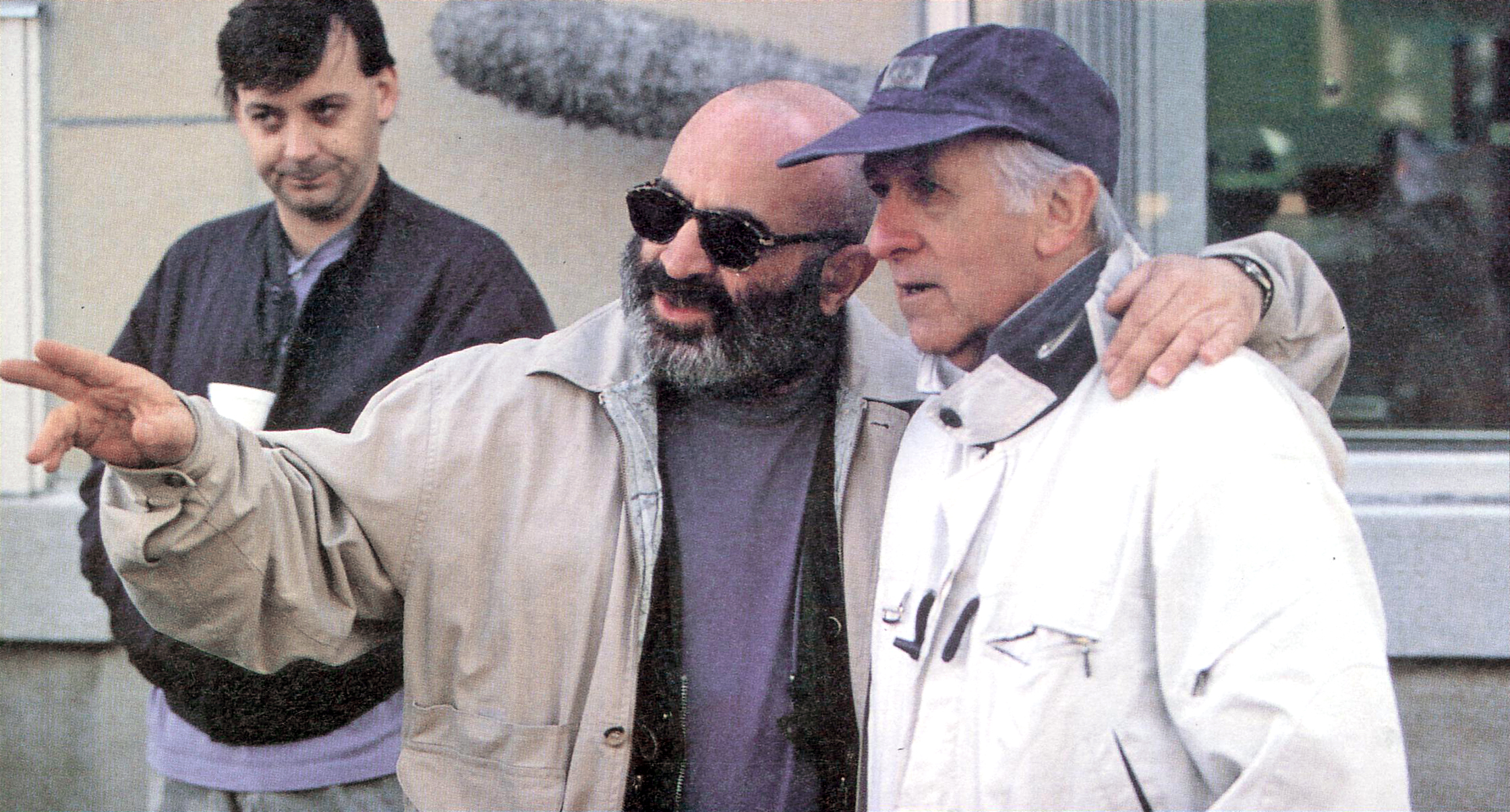
Hoskins e o diretor de fotografia Freddie Francis durante as gravações de en em Montreal

Conhecido inicialmente por interpretar personagens brutos, psicopatas, e gângsteres de origem cockney, em filmes como The Long Good Friday, de 1980, e Mona Lisa, de 1986. Desde então interpretou papéis mais leves e cômicos, como Eddie Valiant em Who Framed Roger Rabbit (br: Uma Cilada para Roger Rabbit), de 1988, Smee em Hook (br: Hook - A volta do Capitão Gancho), de 1991, e Mario em Super Mario Bros, de 1993.
Hoskins recebeu o prêmio de melhor ator no Festival de Cannes, o prêmio BAFTA de melhor ator em cinema e o Globo de Ouro de melhor ator em filme dramático por seu papel em Mona Lisa. Ele também foi indicado ao Oscar de Melhor Ator pelo mesmo papel. Em 2009, Hoskins ganhou o Prêmio Emmy Internacional de melhor ator por sua aparição no drama da BBC One, The Street.

## Morte
Hoskins faleceu no dia 29 de abril de 2014 aos 71 anos de idade. Sua agente, Clair Dobbs, anunciou que sua morte foi devido a uma pneumonia.

## Filmografia
- Up the Front (1972) – Recruiting Sergeant
- The National Health (1973) – Foster
- Royal Flash (1975) – Police Constable
- Inserts (1975) – Big Mac
- Zulu Dawn (1979) – C.S.M. Williams
- Big Jim and the Figaro Club (1979) (televisão) – Narrador
- Flickers (1980) (televisão) – Arnie Cole
- The Long Good Friday (1980) – Harold
- Othello (1981) (televisão) – Iago
- Pink Floyd – The Wall (1982) – Empresário
- The Beggar's Opera (1983) (televisão) – Beggar
- The Honorary Consul (1983) – Colonel Perez
- Lassiter (1984) – Inspector John Becker
- The Cotton Club (1984) – Owney Madden
- The Woman Who Married Clark Gable (1985) – George
- The Dunera Boys (1985) (televisão) – Morrie Mendellsohn
- Brazil (1985) – Spoor
- Sweet Liberty (1986) – Stanley Gould
- Mona Lisa (1986) – George
- A Prayer for the Dying (1987) – Father Michael Da Costa
- The Lonely Passion of Judith Hearne (1987) – James Madden
- Who Framed Roger Rabbit (1988) – Eddie Valiant
- The Raggedy Rawney (1988) – Darky
- Heart Condition (1990) – Jack Moony
- Mermaids (1990) – Lou Landsky
- The Favour, the Watch and the Very Big Fish (1991) – Louis Aubinard
- Shattered (1991) – Gus Klein
- Hook (1991) – Smee
- The Inner Circle (1991) – Lavrenti Beria
- Passed Away (1992) – Johnny Scanlan
- Blue Ice (1992) – Sam Garcia
- Super Mario Bros. (1993) – Mario
- The Big Freeze (1993) – Sidney
- The Forgotten Toys (1995–1999) (voz) – Teddy
- Nixon (1995) – J. Edgar Hoover
- Balto (1995) (voz) – Boris the Goose
- Rainbow (filme de 1996) [en] – Frank Bailey
- The Secret Agent (1996) – Verloc
- Michael (1996) – Vartan Malt
- Twenty Four Seven (1997) – Alan Darcy
- Spice World (1997) – Geri's Disguise
- Cousin Bette (1998) – Cesar Crevel
- Let the Good Times Roll (1999) –
- Parting Shots (1999) – Gerd Layton
- Captain Jack (1999) – Jack Armistead
- Felicia's Journey (1999) – Hilditch
- A Room for Romeo Brass (1999) – Steven Laws
- The White River Kid (1999) – Brother Edgar
- David Copperfield (1999) (televisão) – Micawber
- American Virgin (2000) – Joey
- Enemy at the Gates (2001) – Nikita Khrushchev
- Last Orders (2001) – Ray 'Raysie' Johnson
- Where Eskimos Live (2002) – Sharkey
- Maid in Manhattan (2002) – Lionel Bloch, Beresford Butler
- The Sleeping Dictionary (2003) – Henry
- Den of Lions (2003) – Darius Paskevic
- João XXIII – O Papa Bom – papa João XXIII
- Vanity Fair (2004) – Sir Pitt Crawley
- Beyond the Sea (2004) – Charlie Maffia
- Unleashed (2005) – Bart
- Son of the Mask (2005) – Odin
- Mrs. Henderson Presents (2005) – Vivian Van Damm
- Stay (2005) – Dr. Leon Patterson
- Paris, je t'aime (2006) – Bob Leander (segment 'Pigalle')
- Garfield: A Tail of Two Kitties (2006) (voz) – Winston
- The Wind in the Willows (2006) – Badger
- Hollywoodland (2006) – Eddie Mannix
- Sparkle (2007) – Vince
- Outlaw (2007) – Walter Lewis
- Ruby Blue (2007) – Jack
- Sheila (2007) (videoclipe)
- Go Go Tales (2007) – The Baron
- Doomsday (2008) – Bill Nelson
- A Christmas Carol (2009) – Mr. Fezziwig/Old Joe
- Made in Dagenham (2010) – Albert
- Outside Bet (2011) – Percy 'Smudge' Smith
- Branca de Neve e o Caçador (2012) – Muir

## Prêmios
Entre várias indicações e prêmios, o ator destaca-se pelos seguintes:
- Academy Awards (E.U.A.): 1 indicação (1987)
- Academy of Science Fiction, Fantasy & Horror Films (E.U.A.): 1 indicação (1987)
- BAFTA Awards: 4 indicações (1979, 1982, 1984 e 1987) e 1 vitória (1987)
- Boston Society of Film Critics Awards: 1 indicação e 1 vitória (1987)
- British Independent Film Awards: 3 indicações (2004, 2005 e 2010) e 1 vitória (2010)
- Festival de Cannes: 1 indicação e 1 vitória (1986)